# Énos (Sét fia)
Énos vagy Enos a Bibliában Ádám és Éva harmadik gyermekének, Sétnek a fia (Ter 4,26). Nevének héber jelentése: ember, más forrás szerint halandó.[forrás?] A nevéhez fűzött megjegyzést, hogy „ő volt az első, aki Isten nevét segítségül hívta”, általában úgy tekintik, mint a rendszeres és nyilvános istentisztelet első megjelenését.
A bibliai személy neve a következő helyeken található: Ter 4,26 – Ter 5,6 – Ter 5,7 – Ter 5,9 – Ter 5,10 – Ter 5,11 – 1Krón 1,1 – Lk 3,38

## Nevének írása

### A Bibliában/Újszövetségben

#### A Biblia/Újszövetség fordításokban
- Enos: Vulgata (latin)

### katolikus fordítások
- Énos: Káldi-Neovulgata (Újszövetségben); Békés-Dalos Újszövetség
- Enós: Káldi-Neovulgata (Ószövetségben)
- Enos: Szent István Társulat
- Énosz: Káldi Biblia (Ószövetségben)
- Hénosz: Káldi Biblia (Újszövetségben)

### protestáns fordítások
- Énos: Vida Újszövetség; Ravasz Újszövetség; Raffay Újszövetség; Masznyik Újszövetség
- Énós: Károli
- Enós: Magyar Biblia Tanács; Kecskeméthy; Csia Újszövetség; egyszerű fordítású Újszövetség; Czeglédy Újszövetség
- Enósz: Budai Újszövetség
- Hénosz: P. Soós Újszövetség